# Secularism
Prin secularism sau laicitate se poate înțelege :

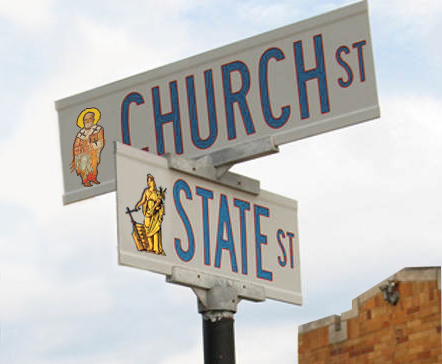
Cum reprezintă anglo-saxonii secularismul ca independență reciprocă între credințe și stat

- pe planul filozofic un Weltanschauung (literal "privire înspre lume", utilizat ca sinonim pentru "părere despre lume și viață", "convingere metafizică" sau "concepție metafizică") rezultat din separarea dintre instituțiile religioase și puterea lumească. Acest Weltanschauung consideră imanența realității sociale ca atare, și renunță la chestiunile spirituale privind originile, rostul și orânduirea unei societăți, chestiuni care merg dincolo de această realitate;
- pe planul etic, o atitudine umanistă care afirmă valoarea, demnitatea și autonomia persoanei și dreptul fiecărei ființe umane la cel mai mare nivel de libertate posibilă, inclusiv de conștiință, compatibilă în același timp cu drepturile altora. Umaniștii au datoria de a respecta drepturile întregii umanități, inclusiv generațiile viitoare;
- pe planul politic, o constituție și o legislație care separă Statul de instituțiile religioase, fie în cadrul unei dictaturi, cum este comunismul, fie în cadrul unei democrații. În primul caz, instituțiile religioase sunt în general persecutate și libertatea de conștiință îngrădită în numele ateismului de stat ; în al doilea dimpotrivă, libertatea de conștiință pentru orice credincios de orice religie, pentru agnostici sau pentru atei este asigurată tocmai prin secularism. În secularismul politic, statul nu finanțează clerul ca atare, dar poate finanța școlile religioase sau clădirile destinate cultelor (cazul Franței sau Turciei).

Totodată, atât dictatura (inclusiv comunistă), cât și democrația pot funcționa fără secularism. În primul caz (dictatura) putem avea fie forme de subordonare a credincioșilor față de puterea de stat (cazul țărilor comuniste care nu interziceau credința, dar controlau instituțiile religioase), fie forme de subordonare a puterii de stat față de instituțiile religioase (cazul țărilor cu legislația obligatoriu conform preceptelor unei religii, în care credincioșii celorlalte religii precum și ne-credincioșii sunt persecutați : un astfel de stat este o "teocrație"). În al doilea caz (democrația) libertatea de conștiință pentru toți este asigurată prin legi, chiar dacă prin constituție există o religie de stat (sau mai multe) și chiar dacă statul finanțează clerul (cazul României și Republicii Moldova, printre multe alte țări).